# Canal 13 (México)
Canal 13 (también llamado Telsusa) es una cadena de televisión mexicana de cobertura limitada con sede en Villahermosa, Tabasco. Su estación principal es XHTVL-TDT y tiene asignado el canal virtual 13.1. Anteriormente, las estaciones de esta cadena estaban afiliadas a Grupo Televisa; a patir de 2017 se convirtió en una cadena independiente, esto tras obtener una concesión para instalar varias estaciones nuevas. Es propiedad de Remigio Ángel González, quien también es dueño Albavisión, cadena de la cual transmite varios programas.

## Historia
La estación XHTVL fue otorgada el 23 de abril de 1980. En un principio la estación fue retransmisora del canal 9. Desde sus inicios ha estado concesionada a Tele-Emisoras del Sureste que es propiedad del empresario Remigio Ángel González, quien tiene televisoras y canales de televisión e incluso grupos radiofónicos en Latinoamérica.
La expansión regional empezó no mucho tiempo después, el 24 de abril de 1984, Abán Méndez recibió la concesión para XHTOE-TV canal 12 en Tenosique, el cual repetiría la programación de XHTVL-TV en esa región, e incluso se expandió a otro estado mediante el concesionario Comunicaciones del Sureste en el estado de Chiapas, en donde se agregaron estaciones como XHDY-TV Y XHGK-TV. En 1993, la concesión de XHTOE-TV fue transferida a Tele-emisoras del Sureste. En 1985, el Patronato para Instalar Repetidoras de Canales de Televisión de Coatzacoalcos, Veracruz, obtuvo el permiso para operar XHCVP-TV canal 9 en aquella ciudad. Desde 2016 es legalmente representado por abogados asociados con Albavisión.
XHTVL-TDT mantuvo una sociedad con Televisa para retransmitir la programación de Gala TV (hoy NU9VE) y FOROtv, y como socio de Televisa, Tele-Emisoras del Sureste está definido dentro del "agente económico preponderante" para propósitos reguladores. En 2017 hubo acontecimientos simultáneos, las cuales fueron las causas de que XHTVL-TDT terminara la afiliación con Televisa. Uno era que Televisa comenzó a multiplexar el canal NU9VE en subcanales de sus estaciones de televisión propias en algunas áreas del país dónde la programación de ese canal había sido retransmitida a través de estación locales independientes, debido a esto, quienes transmitían el canal NU9VE dieron por terminada la afiliación con el canal. Otro motivo fue la participación exitosa de Telsusa Televisión México, S.A. de C.V., una compañía también controlada por Remigio Ángel González, en la licitación IFT-6 en qué adquiere estaciones de televisión para transmitir la programación de XHTVL-TDT en 12 ciudades en México.
El 18 de octubre de 2018, XHTVL y XHTOE, así como sus estaciones de hermanas en Chiapas se mudaron del canal virtual 9.1 a canal virtual 13.1 .
XHCVP-TDT no se trasladó al canal virtual 13.1, debido a ser una afiliada de concesión social, pero no fue en mediados de 2019 que cambió al canal 13.1.
En marzo del 2020, el IFT aprobó una solicitud de Tele-Emisoras del Sureste para ser removido del agente económico preponderante.

## Programación
Desde que terminó la afiliación con de Televisa, la mayoría de la programación de XHTVL-TDT proviene de canales de Albavisión, quien tiene canales televisivos en otros países, como la versión de Argentina de Combate Argentina (producido por El Nueve en Argentina) o Un amor indomable (que fue producido por ATV en Perú) entre otras producciones.

## Retransmisión por televisión abierta
En México, por disposición oficial, el canal virtual para esta cadena es el 13.1. A nivel nacional, el canal aún no esta reservado para la cadena.
| Distintivo   | Canal digital | Población                                                                                     | Concesionario                           |
| ------------ | ------------- | --------------------------------------------------------------------------------------------- | --------------------------------------- |
| XHTVL-TDT    | 30            | Villahermosa, Tabasco.                                                                        | Tele-emisoras del Sureste, S.A. de C.V. |
| XHTMCA-TDT   | 27            | Campeche y Champotón, Campeche.                                                               | Telsusa Televisión México, S.A. de C.V. |
| XHTMCC-TDT   | 25            | Ciudad del Carmen, Campeche.                                                                  | Telsusa Televisión México, S.A. de C.V. |
| XHDY-TDT     | 36            | Comitán de Domínguez, Cerro Huitepec, San Cristóbal de las Casas y Tuxtla Gutiérrez, Chiapas. | Comunicación del Sureste, S.A. de C.V.  |
| XHGK-TDT     | 28            | Tapachula, Chiapas.                                                                           | Comunicación del Sureste, S.A. de C.V.  |
| XHTMGJ-TDT   | 36            | León y Silao, Guanajuato. Lagos de Moreno, Jalisco.                                           | Telsusa Televisión México, S.A. de C.V. |
| XHBG-TDT     | 27            | Uruapan, Michoacán.                                                                           | Telsusa Televisión México, S.A. de C.V. |
| XEDK-TDT     | 35            | Guadalajara, Jalisco.                                                                         | Telsusa Televisión México, S.A. de C.V. |
| XHTMNL-TDT** | 20            | Agualeguas, Nuevo León.                                                                       | Telsusa Televisión México, S.A. de C.V. |
| XHBO-TDT     | 32            | Oaxaca, Oaxaca.                                                                               | Telsusa Televisión México, S.A. de C.V. |
| XHTMPT-TDT   | 32            | Puebla, Puebla. Apizaco, Huamantla y Tlaxcala, Tlaxcala.                                      | Telsusa Televisión México, S.A. de C.V. |
| XHTMQR-TDT   | 32            | Cancún, Quintana Roo.                                                                         | Telsusa Televisión México, S.A. de C.V. |
| XHTMCH-TDT** | 20            | Chetumal, Quintana Roo.                                                                       | Telsusa Televisión México, S.A. de C.V. |
| XHTMTU-TDT** | 19            | Tulum, Quintana Roo.                                                                          | Telsusa Televisión México, S.A. de C.V. |
| XHTOE-TDT    | 26            | Palenque, Chiapas. Tenosique, Tabasco.                                                        | Tele-emisoras del Sureste, S.A. de C.V. |
| XHTMBR-TDT*  | 29            | Alvarado, Boca del Río, La Antigua y Veracruz, Veracruz.                                      | Telsusa Televisión México, S.A. de C.V. |
| XHTMVE-TDT*  | 19            | Córdoba, Huatusco, Jalapa, Misantla, Orizaba, Perote y Tlapacoyan, Veracruz.                  | Telsusa Televisión México, S.A. de C.V. |
| XHTMYC-TDT   | 24            | Calkini, Campeche. Mérida y Tikul, Yucatán                                                    | Telsusa Televisión México, S.A. de C.V. |
| XHTMYU-TDT   | 27            | Tizimín-Valladolid, Yucatán                                                                   | Telsusa Televisión México, S.A. de C.V. |

* En etapa de instalación

** Sin canal virtual asignado aún

#### Otras estaciones
| Distintivo | Canal digital | Canal virtual | Nombre   | Población                | Concesionario                                                                             | Notas                                                          |
| ---------- | ------------- | ------------- | -------- | ------------------------ | ----------------------------------------------------------------------------------------- | -------------------------------------------------------------- |
| XHCVP-TDT  | 20            | 13.1          | Canal 13 | Coatzacoalcos, Veracruz. | Patronato para Instalar Repetidoras, Canales de Televisión, Coatzacoalcos, Veracruz, A.C. | Estación con concesión para uso social. Afiliada por convenio. |